# 致埃阿納齊爾投訴泥板
致伊亞-納希爾的投诉碑（Complaint tablet to Ea-nāṣir，UET V 81）是一块被送往古代城邦乌尔的泥板，书写于约公元前1750年。这是一位名叫纳尼（Nanni）的客户对一位名叫伊亞-納希爾（Ea-nāṣir）的商人的投诉。这块泥板以阿卡德語楔形文字写成，可能是已知最古老的书面客户投诉信。目前这块泥板被收藏于大英博物馆。这块泥板上的内容，尤其是对伊亞-納希爾的抱怨，在2015年开始作为网络迷因而走红。

## 描述
这是一块11.6（4.6英寸）高，5（2.0英寸）宽，2.6（1.0英寸）厚的泥板片，表面略有破损。泥板表面文字以阿卡德语楔形文字写就，目前收藏于英国的大英博物馆。

## 内容

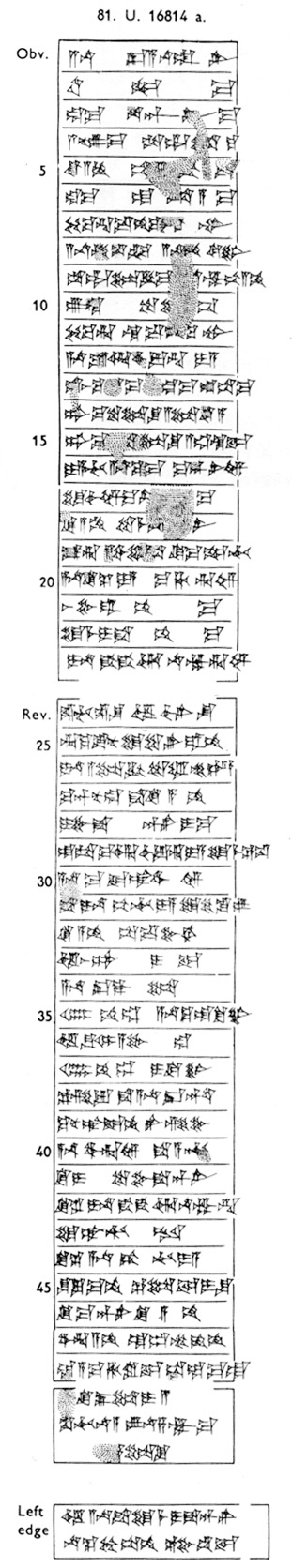
碑文正面、背面和左边缘的拓写本

这块泥板上的碑文详细记载了伊亞-納希爾前往迪尔蒙购买铜，然后返回到美索不达米亚出售的经过。在某次交易中，他同意将铜锭出售给纳尼。纳尼派仆人带着钱去完成交易。然而这些铜被纳尼认为是不合格的，因此没有收货。
作为回应，纳尼制作了这封楔形文字书写的泥板信，并交给伊亞-納希爾。上面记着他对伊亞-納希爾的抱怨，抱怨伊亞-納希爾提供给他的一批铜的品质不佳，而另一批铜则有交货问题。纳尼还抱怨说，他负责处理这笔交易的仆人受到了粗鲁的对待。他表示，在写这封信时，他还没有接受那批铜，但却已经为其支付了款项。

## 发掘

在乌尔遗址中发现的古巴比伦房屋内部的插图，可能是伊亞-納希爾的住所。

这块泥板是伦纳德·伍利爵士发掘出来的。他曾于1922年至1934年间率领宾夕法尼亚大学和大英博物馆的联合探险队在苏美尔城市乌尔进行了考古活动。

## 翻译
1954年，阿道夫·裡奧·奧本海姆在《美国东方学会杂志》上发表的一篇文章中翻译了这块泥板上的几行文字。这块泥板的英文全文翻译最终由W·F·利曼斯在1960年完成。利曼斯的译本吸收了奥本海姆翻译的几句以及弗里茨·魯道夫·克勞斯对其中几行字含义的见解。奥本海姆于1967年发表了自己对这块泥板的完整译本，但当时他并不知道还有其他关于这块石碑的译本。2010年发表的一个译本，受启发于馬克·范德米爾洛浦与史蒂芬·J·加芬克尔（Steven J. Garfinkle）的私人通信。沃爾特·法爾伯发表了一篇书评指出，这个译本“并不总是忠实于细节”。伊戈尔·米哈伊洛维奇·季亚科诺夫于1990年发表了这块泥板的俄文翻译。

## 其他泥板
在被认为是伊亞-納希爾住所的废墟中还发现了其他泥板。其中包括一封来自名叫阿爾比圖冉（Arbituram）的人的来信，他在信中抱怨自己尚未收到铜，而另一位男子则表示，他厌倦了收到劣质铜。

## 遗产
由于其看似超越时代的性质，这块投诉泥板上客户对伊亞-納希爾的抱怨，自2015年起已成为了一个互联网迷因。福布斯杂志表示，它所表现的内容与现代许多客户对糟糕服务的投诉十分相似。
这块泥板被吉尼斯世界纪录认定为“最古老的顾客投诉”。

## 脚注

### 引注
1. ↑  Figulla & Martin (1953)，第5, Pl. XIV頁.
2. 1 2  羅聞全 (2022)，第17頁.
3. ↑  劉增泉 (2016)，第145頁.
4. ↑  刘仲敬 (2010)，第176頁.
5. 1 2 3  . British Museum.   [2024-06-22]. object W 1953-0411-71. （原始内容存档于2019-05-18）.
6. ↑  Hyken (2015).
7. ↑  . CDLI.   [2023-10-23] （美国英语）.
8. ↑  Harriet (2015).
9. 1 2  Oppenheim (1967)，第82–83頁.
10. ↑  . British Museum. Collections online.   [2024-06-22]. （原始内容存档于2022-11-23）.
11. 1 2  Leemans (1960)，第39 n. 1頁.
12. ↑  Oppenheim (1954)，第9ff頁.
13. ↑  Leemans (1960)，第39–40頁.
14. ↑  Oppenheim (1967)，第200頁.
15. ↑  Garfinkle (2010)，第198, 198 n. 39頁.
16. ↑  Farber (2012)，第321頁.
17. ↑  Diakonoff (1990)，第116頁.
18. 1 2  killgrove (2018).
19. ↑  Leemans (1960)，第48–54頁.
20. ↑  Kern, Emily. . 波士顿评论（英语：Boston Review）. 3 November 2021  [2024-06-22]. （原始内容存档于2023-10-09）.
21. ↑  Brinkley (2022).
22. ↑  . Institute of Archaeology. 8 December 2022  [27 April 2023]. （原始内容存档于2023-05-02）.
23. ↑  Podany (2022)，第1–2頁.
24. ↑  . Guinness World Records.   [2023-04-05]. （原始内容存档于2023-03-24） （美国英语）.

## 期刊来源
- Killgrove, Kristina. . Forbes. 2018-05-11  [2020-07-22]. （原始内容存档于2022-11-23） （英语）.
- Baraniuk, Chris. . New Scientist. 2015-03-02  [2023-04-27]. （原始内容存档于2019-05-19）.
- Farber, Walter. . Review of Books. Journal of the American Oriental Society. 2012, 132 (2): 319–321. doi:10.7817/jameroriesoci.132.2.0319 （英语）.
- Oppenheim, A. L. . Journal of the American Oriental Society. 1954, 74 (1): 6–17. JSTOR 595475. doi:10.2307/595475 （英语）.

## 网络来源
- Hyken, Shep. . Forbes. 2015-04-23  [2017-02-07]. （原始内容存档于2022-07-07） （英语）.
- Wheaton, Oliver. . Metro. UK. 2015-03-05  [2020-09-17]. （原始内容存档于2019-05-21） （英语）.
- Kalinauskas, Nadine. . Yahoo News. Canada. 2015-03-10  [2019-04-19]. （原始内容存档于2019-05-19） （英语）.
- McNally, Victoria. . The Mary Sue. 2015-02-27  [2020-09-17]. （原始内容存档于2019-05-19） （英语）.
- Kruszelnicki, K.S. . abc.net.au. Australian Broadcasting Corporation. 2015-03-24  [2023-04-27]. （原始内容存档于2019-04-23） （英语）.
- Brinkley, Liv. . Grunge. 2022-03-17  [2024-06-22]. （原始内容存档于2022-11-25） （英语）.
- Crawford, Harriet. . The Bible and Interpretation. University of Arizona. July 2015  [2024-06-22]. （原始内容存档于2022-11-23） （英语）.

## 拓展阅读
- Rice, Michael. . . 1994: 276–280. ISBN 0-415-032687. doi:10.4324/9780203037263 （英语）.